# Горєлуха (Бокситогорський район)
Горєлу́ха (рос. Горелуха) — присілок Бокситогорського району Ленінградської області Росії. Входить до складу Великодвірського сільського поселення.
Населення — 15 осіб (2012 рік).